# National Lampoon's Pucked
Pour plus de détails, voir Fiche technique et Distribution.
National Lampoon's Pucked est un film américain réalisé par Arthur Hiller, sorti en 2006. Il s'agit du dernier film du réalisateur.

## Synopsis
Un avocat raté se lance dans le financement d'une équipe féminine de hockey sur glace.

## Fiche technique
- Titre : National Lampoon's Pucked
- Autres titres : National Lampoon's The Trouble with Frank[1], Pucked
- Réalisation : Arthur Hiller
- Scénario : Matty Simmons, William Dozier, Sal Catalano et Shakes Mutlin
- Musique : Stewart Copeland, Kat Green, Billy Lincoln et Rich McCulley
- Photographie : Alton Chewning
- Montage : Dan Schalk
- Production : William R. Greenblatt, Matty Simmons et Phil Smoot
- Société de production : Symphony Pictures et National Lampoon
- Pays :  États-Unis
- Genre : Comédie
- Durée : 83 minutes
- Date de sortie : 
  - États-Unis : 10 février 2006

## Distribution
- Jon Bon Jovi : Frank Hopper
- Estella Warren : Jessica
- David Faustino : Carl
- Curtis Armstrong : l'homme de ménage
- Nora Dunn : Leona
- Cary Elwes : Norman
- Pat Kilbane : Elvis
- Danielle James : Danielle
- Dot Jones : Wendy Delvecchio
- Scott Ashburn : Linesman
- Dana Barron : Tiny
- Angela Bennett : Valerie
- Sal Catalano : le détective Ferretti
- William Dozier : M. Rock
- Gizza Elizondo : Salina
- Jonathan Furr : Nick
- Pam Galle : Mle. Melvin
- Zac Gardner : Stanley
- Coco Meeley : Tommy Thompson
- Darrah Meeley : Audrey Thompson
- Mark Povinelli : Vincent
- Ty Schimek : Warren
- J. D. Shapiro : Alan
- Kate Simmons : Brittany
- Naoki Sugiura : le moine tibétain
- E. Parker Webb : Skip
- Al Wiggins : le juge Woolsey
- Akil Wingate : M. Jeffrey

## Accueil
Paul Doro pour le Milwaukee Journal Sentinel a donné au film la note de 1,5/4.